# Stimmungslied
Das Stimmungslied ist in der Musik eine Art des Lieds, das bei geselligen Zusammenkünften des Kleinbürgertums gesungen wird.

## Allgemeines
„Stimmungslieder nennen wir Lieder, wie sie aus der fröhlichen oder ernsten und traurigen, bewussten oder träumerisch bewegten Stimmung des Einzelnen hervorgehen“, definierte im Jahre 1863 ein Fachbuch über die deutsche Dichtung. Für die Einordnung ist ausschließlich der Inhalt des Liedtextes heranzuziehen. Ist dieser Text in einem Dialekt (etwa Kölsch oder Bairisch) gesungen, liegt die Zuordnung zum Stimmungslied nahe. Sein Rhythmus lädt zum Schunkeln ein. Zu den Stimmungsliedern gehören insbesondere Karnevalslieder, Partyschlager und Trinklieder. 

## Charakteristik
Diese im 19. Jahrhundert aufgekommene Form des traditionellen Volkslieds kann dessen Elemente, aber auch Elemente der zeitgenössischen Tanzmusik enthalten. Die Grundlage wird in den Fliegenden Blättern gesehen, einer ab 1845 erschienenen, humoristischen Wochenzeitschrift. Stimmungslieder wurden bei kleinbürgerlichen Veranstaltungen wie Ausflugsfahrten, Festzügen oder Wirtshausrunden etc. gesungen. Sie kommen oft als Walzer, Polka, Rheinländer oder Marsch vor, wobei sie stets eine eingängige, leicht merkfähige Melodie aufweisen (sogenannte Ohrwürmer) und damit leicht nachsingbar sind. Eine weitere Variante ist der Blödel-Hit mit lustigem Text. Gelegentlich sind dies Parodien (Jux-Versionen) von bekannten Schlagern.

## Beispiele
Hier eine Auswahl berühmter Stimmungslieder:
| Musiktitel                             | Interpret                                                                                             | Veröffentlichung |
| -------------------------------------- | --- | ---------------- |
| Palenc                                 | Joachim Leopold Haupt / Johann Ernst Schmaler, Volkslieder der Wenden in der Ober- und Nieder-Lausitz | 1841             |
| Däm Schmitz sing Frau es durchjebrannt | Willi Ostermann                                                                                       | 1907             |
| In München steht ein Hofbräuhaus       | Erwin Hartung                                                                                         | 1935             |
| Rosamunde                              | Will Glahé                                                                                            | Mai 1939         |
| Wer soll das bezahlen?                 | Jupp Schmitz                                                                                          | Oktober 1949     |
| Man müßte nochmal zwanzig sein         | Willy Schneider                                                                                       | Dezember 1953    |
| So ein Tag, so wunderschön wie heute   | Mainzer Hofsänger                                                                                     | Oktober 1959     |
| Humba Täterä                           | Ernst Neger                                                                                           | März 1964        |
| Schöne Maid                            | Tony Marshall                                                                                         | April 1971       |
| Ja, mir san mit’m Radl da              | Wachauer Buam                                                                                         | 1971             |
| Drink doch eine met                    | Bläck Fööss                                                                                           | 1971             |
| Eviva España                           | Hanna Aroni                                                                                           | Juli 1972        |
| Fiesta Mexicana                        | Rex Gildo                                                                                             | September 1972   |
| Whiskey in the Jar                     | Thin Lizzy                                                                                            | November 1972    |
| Kreuzberger Nächte                     | Gebrüder Blattschuss                                                                                  | März 1978        |
| Die Wanne ist voll                     | Dieter Hallervorden/Helga Feddersen                                                                   | November 1978    |
| Polonäse Blankenese                    | Gottlieb Wendehals                                                                                    | November 1981    |
| Eisgekühlter Bommerlunder              | Die Toten Hosen                                                                                       | September 1983   |
| Dicht im Flieger                       | Julian Sommer                                                                                         | März 2022        |